# Apicomplexa
Apicomplexa (do latim apex, ponta ou topo + complex, trançado + a, sufixo) é um grande grupo taxonómico de protozoários, com cerca de 5000 espécies, caracterizados pela presença de um tipo de plastídeo, o apicoplasto, e um complexo apical nos estágios esporozoíto e merozoíto de seu ciclo de vida.
São seres unicelulares, formadores de esporos, parasitas intracelulares obrigatórios (agem igual aos vírus) e não apresentam flagelos nem pseudópodes, a não ser em certos gametas. O táxon antigo Sporozoa foi criado por Schrevel em 1971 e agrupado com Apicomplexa junto com Ascetosporea, Microsporidia e Myxosporida. Este agrupamento não é mais válido biologicamente e seu uso é desencorajado.
Muitas espécies são nocivas ao homem causando doenças, como por exemplo:
- Babesiose (Babesia)
- Malária (Plasmodium)
- Formas de coccidiose incluem:	
  - Criptosporidíase (Cryptosporidium parvum)
  - Ciclosporíase (Cyclospora cayetanensis)
  - Isosporíase (Isospora belli)
  - Toxoplasmose (Toxoplasma gondii)

Possui duas formas de reprodução assexuada: a divisão múltipla e a esporogonia.

## Relações filogenéticas
Foram raramente estudadas ao nível de subclasse. Morrison usando dados moleculares mostrou que haemosporidia são relacionados à gregarinas e que os piroplasmas e coccídios são grupos irmãos. Outros estudos sugerem que haemosporidia e piroplasmas parecem ser clados irmãos e são mais intimamente relacionados aos coccídios do que as gregarinas.
Transposons parecem ser raros neste filo mas foram identificados no gênero Ascogregarina e Eimeria.

## Características morfológicas gerais
Todos os membros deste filo têm um estágio infeccioso — o esporozoíto — que possui três estruturas distintas no complexo apical. O complexo apical consiste de um conjunto de microtúbulos dispostos em espiral (conoide), uma organela secretora (roptrias), e um ou mais anéis polares. Corpos secretores adicionais, delgados e elétron-densos (micronema) cercados por um ou dois anéis polares podem também estar presentes. É esta estrutura que dá o nome ao filo.
Um outro grupo de organelas esféricas são distribuídos por toda a célula em vez de estar localizada no complexo apical e são conhecidas como grânulos densos. Têm tipicamente um diâmetro médio de cerca de 0,7 micrômetros. A secreção do conteúdo ocorre após a invasão do parasita e posterior localização dentro do vacúolo parasitário, e pode persistir por vários minutos.
Outras descobertas morfológicas que são comuns a todos os membros deste filo incluem:
- O núcleo é haploide.
- Flagelos são encontrados somente no gameta móvel. São ordenados posteriormente e variam em número (geralmente de um a três).
- Corpos basais estão presentes.
- A mitocôndria tem crista tubular.
- O aparelho de Golgi está presente.
- Centríolos, cloroplastos, organelas ejetoras e inclusões estão absentes.
- Plastídeos incolores estão presentes em algumas espécies.
- A célula é cercada por uma película de três membranas celulares (estrutura alveolar) penetrada por micróporos.

Replicação:
- Mitose: geralmente fechada por um fuso intranuclear; em algumas espécies é aberta nos pólos
- Divisão celular: geralmente por esquizogonia
- Meiose: ocorre no zigoto

Outros aspectos comuns neste filo são a reprodução sexual, uso de micrósporos para alimentação, movimento do corpo por flexão ou deslizamento, produção de cistos contendo esporozoítos como forma infectante e a ausência de cílios.